# Phyllis Chinn
Pour les articles homonymes, voir Chinn.
Phyllis Zweig Chinn, née Zweig à Rochester, dans l'État de New York, le 26 septembre 1941, est une mathématicienne et historienne des mathématiques américaine, professeure émérite de mathématiques, d'études féminines et de préparation pédagogique à l'université d'État de Humboldt, en Californie. Ses publications concernent la théorie des graphes, l'enseignement des mathématiques et l'histoire des femmes en mathématiques. 

## Biographie
Phyllis Chinn commence ses études supérieures l'université Brandeis, dont elle est diplômée en 1962. Elle soutient une thèse de doctorat sur l'isomorphisme de graphes, dirigée par Paul Kelly en 1969, à l'université de Californie à Santa Barbara. Elle enseigne au Towson State College, un institut de formation des enseignants du Maryland, de 1969 à 1975. Elle obtient ensuite un poste à l'université d'État de Humboldt en 1975, où elle est la première femme professeure de mathématiques, la seule autre professeure dans une discipline scientifique de l'université étant une biologiste. 
En 1997, elle est directrice du département de mathématiques de l'université Humboldt. Elle est professeure émérite.

## Contributions
Les travaux les plus cités de Chinn concernent la largeur de bande d'un graphe (en), et les ensembles dominants en théorie des graphes.
Chinn est également jongleuse et elle a fondé un club de jonglage à Humboldt dans les années 1980.

## Prix et distinctions
L'université d'État de Humboldt nomme Chinn « Outstanding Professor » en 1988–1989.
En 2010 elle reçoit le prix Louise Hay pour les contributions à l'enseignement des mathématiques, décerné par l'Association for Women in Mathematics, pour son activité en faveur de l'amélioration de l'enseignement des mathématiques dans l'enseignement secondaire et pour son encouragement aux jeunes femmes pour qu'elles deviennent mathématiciennes.

## Publications
- avec J. Chvatalova, A. K. Dewdney & Norman E. Gibbs, « The bandwidth problem for graphs and matrices - a survey », Journal of Graph Theory, 1982, 6(3), p. 223-254.
- avec Robert C. Brigham & Ronald D. Dutton, « Vertex domination-critical graphs », Networks, 1988, 18(3), p. 173-179.
- avec R. Bruce Richter & Miroslaw Truszczynski, « Primal graphs with small degrees », Discret. Math., 1991, 87(3), p. 237-248.
- avec Ralph Grimaldi & Silvia Heubach, « The Frequency of Summands of a Particular Size in Palindromic Compositions », Ars Comb., 2003, 69.